# Tammy
Tammy (engelska: Tammy and the Bachelor) är en amerikansk romantisk komedifilm från 1957 i regi av Joseph Pevney. Filmen är baserad på romanen Tammy Out of Time av Cid Ricketts Sumner. I huvudrollerna ses Debbie Reynolds, Walter Brennan och Leslie Nielsen.

## Handling
Filmen handlar om en 17-årig flicka som lever med sin morfar på en husbåt i Mississippi och blir förälskad i en väluppfostrad men egensinnig man som forskar om tomater.

## Om filmen
Inspelningen ägde rum från 24 april till början av juni 1956.
Filmen hade premiär 14 juni 1957 och hade inledningsvis begränsad framgång.
Titelsången, framförd av Reynolds, släpptes några veckor senare och blev omedelbart populär och låg etta på Billboardlistan i fem veckor. I och med sångens framgångar nylanserades filmen och drog storpublik. Den blev nominerad till en Oscar för bästa sång.
Filmen fick flera uppföljare med andra skådespelare i titelrollen, Sandra Dee spelade Tammy i två filmer 1961 och 1963 och Debbie Watson gjorde rollen i en tv-serie från 1965-1966 samt en film från 1967.

## Rollista i urval
- Debbie Reynolds som Tambrey "Tammy" Tyree
- Leslie Nielsen som Peter Brent
- Walter Brennan som Grandpa (John) Dinwitty
- Mala Powers som Barbara Bissle
- Sidney Blackmer som Professor Brent
- Mildred Natwick som Aunt Renie
- Fay Wray som Mrs. Brent
- Philip Ober som Alfred Bissle
- Craig Hill som Ernie
- Louise Beavers som Osia